# Scolelepis victoriensis
Scolelepis victoriensis är en ringmaskart som beskrevs av Blake och Kudenov 1978. Scolelepis victoriensis ingår i släktet Scolelepis och familjen Spionidae. Inga underarter finns listade i Catalogue of Life.